# Seznam italijanskih biologov
Seznam italijanskih biologov.

## A
- Severino Antinori (1945-)

## B
- Franco Andrea Bonelli (1784-1830)
- Adriano Buzzati-Traverso (1913–1983)

## C
- Elena Cattaneo (1962)
- Andrea Cesalpino (1519-1603)
- Francesco Cetti (1726-1788)

## D
- Renato Dulbecco (1914-2012) (it.-amer. virolog)

## F
- Paolo Fontana
- Alberto Fortis (1741-1803)

## G
- Camillo Golgi (1843-1926)

## L
- Rita Levi-Montalcini (1909-2012)
- Salvador Luria (1912-1991)

## M
- Dario Maestripieri (1964)
- Marcello Malpighi (1628-1694)
- Stefano Mancuso
- Carlo Matteucci (1811-1868)
- Giorgio Matteucig (1940/1?)
- Giuseppe Müler (1880-1964)

## N
- Giuseppe Novelli (1959) (genetik)

## P
- (Die)telmo Pievani (1970) ?
- Alessandro (Sandro) Pignatti

## R
- Francesco Redi (1626-1697)

## S
- Paolo Savi (1798-1871)
- Giovanni Antonio Scopoli (1723-1788)
- Enrico Sertoli (1842-1910)
- Lazzaro Spallanzani (1729-1799)

## T
- Raimondo Tominz (entomolog)

## Z
- Marino Zerial (1958) (molekularni)